# Nguồn cội (tiểu thuyết của Brown)
Nguồn cội là một cuốn tiểu thuyết kinh dị, bí ẩn, năm 2017 của tác giả người Mỹ Dan Brown. và phần thứ năm trong series Robert Langdon của ông, tiếp theo của Thiên thần & Ác quỷ, Mật mã Da Vinci, Biểu tượng thất truyền và Hỏa ngục. Cuốn sách được phát hành vào ngày 3 tháng 10 năm 2017 bởi Doubleday.

## Cốt truyện
Edmond Kirsch, một nhà khoa học máy tính, một tỷ phú và theo chủ nghĩa vị lai, và cũng là một người vô thần, tham dự một cuộc họp ở Catalonia với Giám mục Công giáo La Mã Antonio Valdespino, Do Thái giáo Rabbi Yehuda Köves và Hồi giáo Imam Syed al-Fadl, ba lãnh đạo của Quốc hội Tôn giáo Thế giới. Anh thông báo với họ rằng anh đã thực hiện một khám phá mang tính cách mạng và anh có kế hoạch công bố cho toàn công chúng trong một tháng. Anh nói với họ không có sự tôn trọng, dù anh có mối thù sâu đậm với các tổ chức tôn giáo vì có liên quan đến cái chết của mẹ mình. Kinh hoàng trước những gì anh ấy tìm ra và cả ba biết rằng anh ta chắc chắn sẽ công bố nó chỉ trong vài ngày tới, cho nên giám mục Valdespino đã gửi cho anh ta một thư thoại yêu cầu anh ta dừng lại. Nếu phát hiện này được công bố, ba người sẽ bị mất uy tín.
Tuy nhiên, Kirsch vẫn theo kế hoạch của mình, tổ chức sự kiện độc quyền tại Bảo tàng Guggenheim ở Bilbao. Trong số những người tham dự có giáo viên cũ của Kirsch, Robert Langdon, và người điều hành của Guggenheim, Ambra Vidal, người đã giúp tổ chức sự kiện này, và là vị hôn thê của vị vua tương lai Tây Ban Nha, Hoàng tử Julián. Trước khi sự kiện diễn ra, khách mời được nhận được một chiếc tai nghe tối tân mà thông qua đó, họ liên lạc với một người chỉ dẫn tên là Winston. Winston cũng tiết lộ cho Langdon rằng thực ra mình là một trí tuệ nhân tạo được phát minh bởi Kirsch. Winston dẫn Langdon đến một cuộc họp riêng với Kirsch, người tiết lộ rằng bài thuyết trình của ông sẽ cung cấp câu trả lời cho hai câu hỏi quan trọng nhất của cuộc đời: "Chúng ta đến từ đâu?" và "Chúng ta đang đi đâu?"
Ở bài thuyết trình, được tổ chức trong một mái vòm đặc biệt giúp giả lập một không gian hệt như một đồng cỏ ngoài trời và chương trình được phát đi trên toàn thế giới, Kirsch, sau một đoạn mở đầu có ghi âm một bài giảng của Langdon, cho thấy ý định của anh là sẽ chấm dứt thời đại tôn giáo và mở ra một thời đại khoa học. Nhưng đến trước khi tiết lộ điều quan trọng nhất, Kirsch bị bắn chết bởi Luis Ávila, một cựu đô đốc hải quân đã mất đi niềm tin sau cái chết của gia đình trong một vụ đánh bom. Người này chỉ được thêm vào ở phút chót và có tham gia vào Giáo hội Công giáo Palmaria đang gây tranh cãi. Ávila được ủy quyền bởi một người với hiệu là Nhiếp chính vương - người tuyên bố gắn liền với giáo hội, và cũng là người nói với Ávila rằng vụ ném bom giết gia đình ông là theo chỉ đạo của Kirsch. Ávila sau đó cũng được tiết lộ là đã giết al-Fadl, trong khi Köves bị sát hại bởi một sát thủ khác.

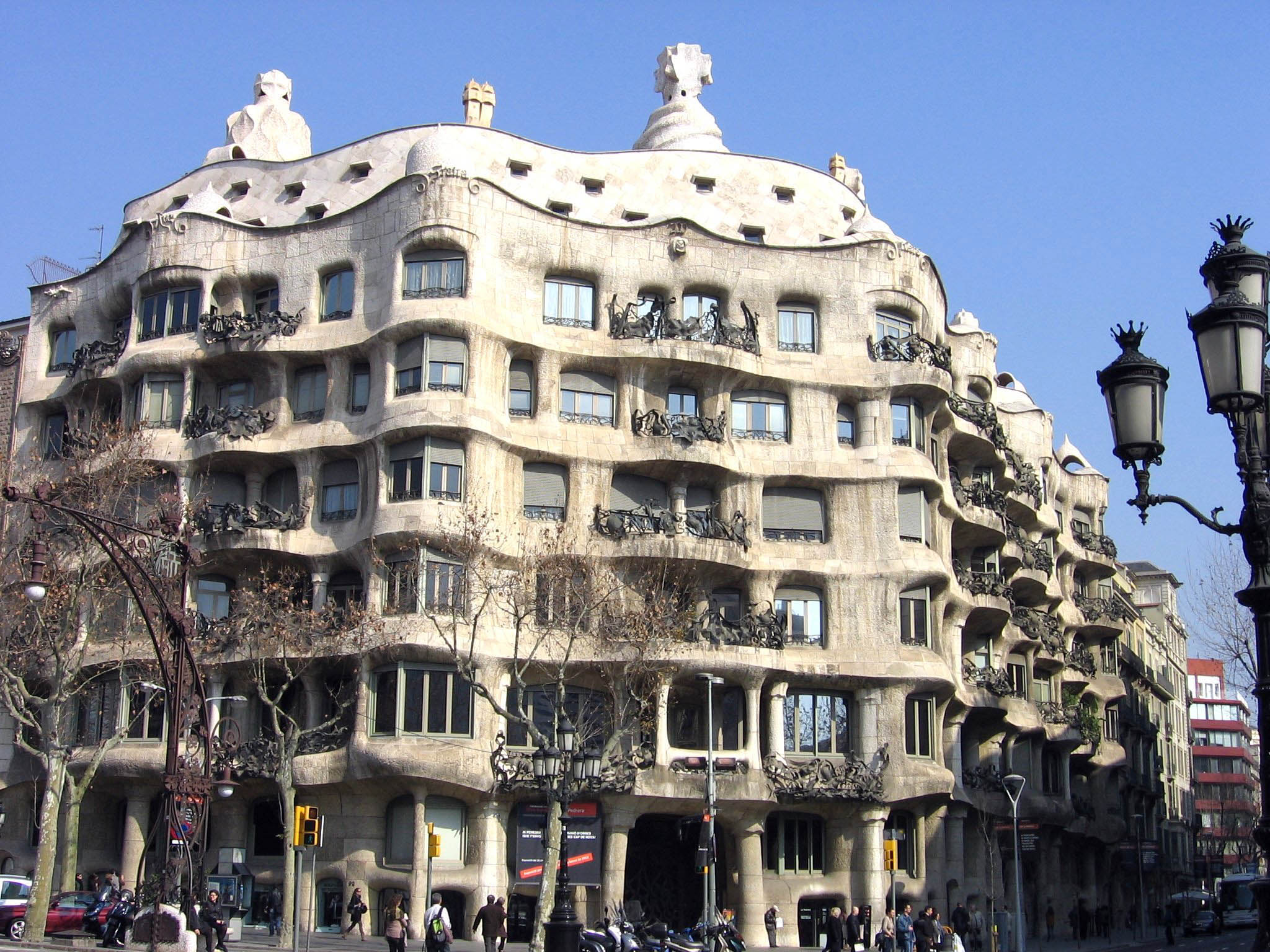
Casa Milà của Antoni Gaudí.

Trong khi Ávila trốn thoát, Langdon gặp Ambra. Langdon cảnh báo với cô rằng không thể tin tưởng được Julián (ví dụ như yêu cầu đưa Ávila vào danh sách khách mời ở phút chót là lệnh đến từ cung điện Hoàng gia), họ trốn thoát khỏi cận vệ Hoàng gia Tây Ban Nha phụ trách Ambra và trốn khỏi bảo tàng. Quyết định sẽ công bố phát hiện của Kirsch, họ lấy cắp điện thoại của Kirsch và theo chỉ dẫn từ Winston đến một cây cầu, nơi họ lấy một chiếc taxi nước để đến sân bay. Winston có máy bay phản lực cá nhân của Kirsch giúp bay từ Bilbao đến Barcelona. Ambra tiết lộ rằng bài thuyết trình được bảo vệ bằng mật khẩu gồm 47 ký tự, lấy từ một dòng thơ từ bài thơ yêu thích của Kirsch. Mặc dù không biết bài thơ nào được chọn, Ambra và Langdon suy luận rằng nó có thể được tìm thấy tại căn hộ của Kirsch trên tầng cao nhất của tòa nhà huyền thoại Casa Milà của kiến trúc sư Antoni Gaudí.
Trong lúc đó, ba vụ giết người đã châm ngòi cho một cơn bão tin tức trên truyền thông và các phương tiện truyền tin xã hội. Một số thông tin quan trọng được rò rỉ từ một nguồn ẩn danh với biệt hiệu là là Monte@iglesia.org. Khi lời của cuộc họp ở Catalonia lan truyền, sự nghi ngờ đều đổ dồn vào giám mục Valdespino, người sống sót duy nhất trong 3 người. Mọi thứ trở nên tồi tệ hơn khi Valdespino lẻn vào và đưa Julián khỏi khuôn viên Cung điện, không cầm theo điện thoại. Để giữ thể diện, chuyên viên quản lý quan hệ công chúng là Mónica Martín cho bắt Tổng chỉ huy Cận vệ Diego Garza vì nghi ngờ thực hiện vụ giết người và tuyên bố rằng Langdon đã bắt cóc Ambra, mặc dù cô thừa nhận rằng cô thực sự nghi ngờ Valdespino do một tin nhắn được tìm thấy trên điện thoại của ông.
Đến Barcelona, Langdon và Ambra tới Casa Milà, nơi họ tìm kiếm câu thơ bí ẩn. Langdon đến đây mới biết Kirsch bị mắc bệnh ung thư tuyến tụy và không còn sống được bao lâu, càng thúc giục họ công bố bài thuyết trình. Mặc dù ban đầu ông nghĩ rằng bài thơ là của Friedrich Nietzsche, ông sớm tìm thấy một chiếc hộp được cho là có chứa một cuốn sách của các tác phẩm hoàn chỉnh của nghệ sĩ William Blake, cũng là một nhà thơ chuyên về những lời tiên tri. Cái hộp trống trơn; ngoại trừ một tờ giấy nói rằng Kirsch đã tặng sách cho Sagrada Família, và luôn để nó mở ở một trang cụ thể. Chẳng bao lâu sau, cảnh sát ập đến và, khi Ambra cố gắng giải thích rằng cô không bị bắt cóc, điện thoại của Kirsch bị rơi và vỡ tan trong lúc hỗn loạn. Các cận vệ của Ambra đến trực thăng và đưa cô và Langdon đến nơi an toàn. Langdon đảm bảo với Ambra rằng ông có thể tìm thấy địa điểm vật lý của Winston còn Ambra bảo cận vệ cô đưa họ đến nhà thờ Sagrada Familia nếu không sẽ sa thải họ.

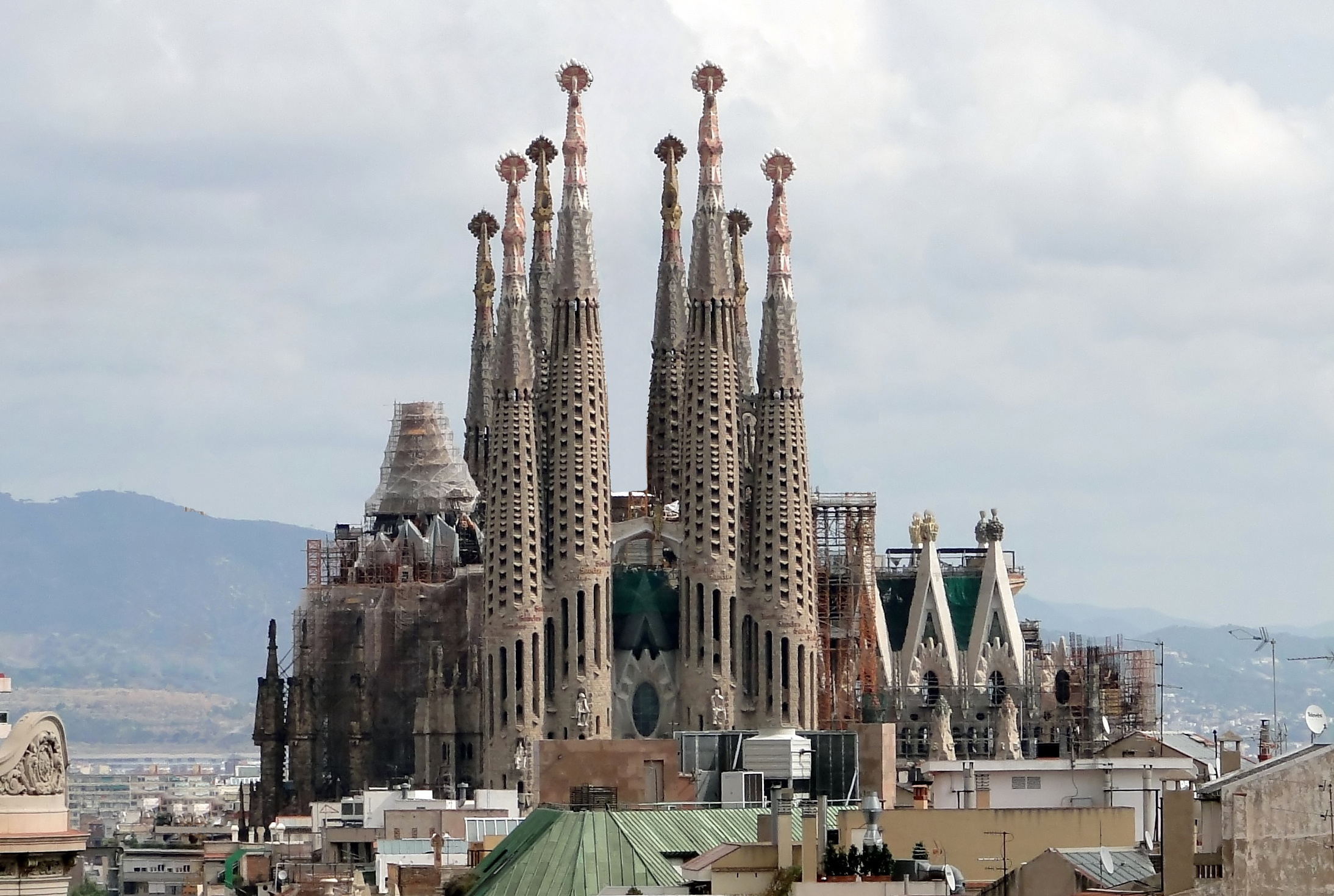
Vương cung Thánh đường Sagrada Familia

Ávila được tiết lộ đã bị suy kiệt sau cái chết của gia đình anh. Bác sĩ trị liệu của anh đưa anh đến Giáo hội Palmaria, nơi "Giáo hoàng" thuyết phục ông trả thù cho gia đình ông. Ávila bắt đầu săn lùng Langdon và Vidal, ngăn không cho khám phá Kirsch được công bố.
Đến nhà thờ Sagrada Família, hai người được Cha Beña hộ tống. Cuốn sách mở ra cho đoạn cuối cùng của bài Four Zoas. Họ tìm ra rằng mật khẩu là "Các tôn giáo tối tăm biến mất & Khoa học ngọt ngào sẽ thống trị", với từ 'và' thay thế cho ký hiệu &. Trên mệnh lệnh của Nhiếp chính vương, Ávila đến nhà thờ, giết chết các lính canh và đuổi theo những người khác. Trong trận chiến trên cầu thang hở, Ávila rơi xuống vực và chết, trong khi Langdon bị đánh bất tỉnh. Bất chấp sự phản đối của Ambra, Langdon bị thương vẫn quyết định tiếp tục kế hoạch và họ trốn thoát khỏi cảnh sát trên trực thăng.
Sử dụng một bức tranh tại Guggenheim được thực hiện bởi Winston như một đầu mối, Langdon tìm thấy đầu mối của mình bên trong Trung tâm Siêu máy tính Barcelona, mà kỳ lạ thay, ở trong một nhà thờ cũ. Họ đến nguồn, một thiết bị khổng lồ gọi là E-Wave, họ nhập mật khẩu, và lúc 3:00 sáng, thời gian mà Winston tin rằng Kirsch sẽ muốn như vậy. Trước hàng trăm triệu người xem, Kirsch giải thích rằng ông đã làm lại thí nghiệm Miller-Urey nổi tiếng và kết hợp nó với các thông tin khác nhau như sử dụng các định luật vật lý và entropy, cùng với khả năng của E-Wave tin rằng đó là thời điểm của quá trình Sáng thế. Đây là bằng chứng của Kirsch rằng loài người được tạo ra bởi các sự kiện tự nhiên. Sau đó, ông tiết lộ rằng trong khoảng năm mươi năm nữa, con người và công nghệ sẽ hợp nhất, hy vọng tạo ra một tương lai không tưởng và không có xung đột tôn giáo. (Điều này trái ngược với bài nói chuyện của Kirsch đối với ba nhà lãnh đạo tôn giáo, kết thúc rằng sẽ hủy diệt tôn giáo.) Bài thuyết trình gây choáng thế giới và kích động cuộc tranh luận rộng rãi. Ambra quay trở lại cung điện và Langdon và Garza đã được giải phóng khỏi mọi tội danh. Winston tiết lộ rằng, theo ý muốn của Kirsch, anh ta sẽ tự hủy lúc 1:00 chiều ngày hôm sau.

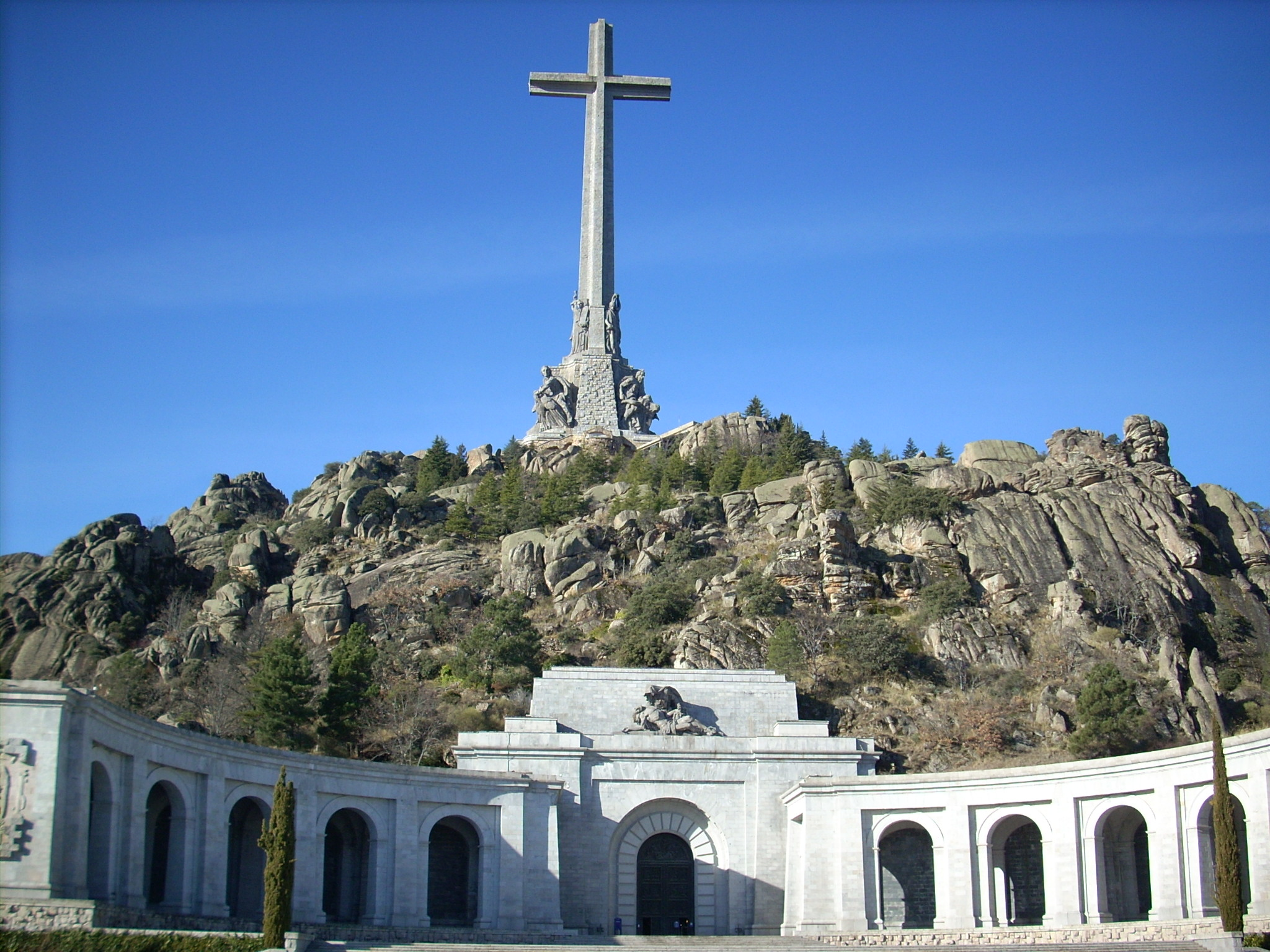
Valle de los caidos - Thung lũng Người chết

Trong khi đó, Valdespino mang Julián đến một cuộc gặp bí mật với người cha sắp mất trong Thung lũng Người chết khét tiếng. Vua thừa nhận rằng ông thực ra là người đồng tính và ông đã yêu Valdespino, nhưng mối quan hệ của họ là thuần khiết không ẩn chứa nhục dục do lời thề khiết tịnh của Valdespino. Cả hai đều bảo Julián không cần đi theo những truyền thống cũ, mà để làm những gì anh cảm thấy là đúng cho đất nước. Nhà vua băng hà trong đêm và Valdespino cũng tự sát để về bên cạnh ông, chấm dứt mọi nghi ngờ đối với vị Giám mục. Julián bắt đầu lại với Ambra và, khi anh vô ý buộc cô tham gia vào cuộc hôn nhân bằng cách đưa ra cầu hôn trên TV, họ quyết định bắt đầu tán tỉnh.
Ngày hôm sau, sau tất cả những gì anh đã học được, Langdon nhận ra rằng Winston chính là Monte (Monte và iglesia có nghĩa là đồi và nhà thờ bằng tiếng Tây Ban Nha, và Winston được đặt tên theo Winston Churchill). Anh ta cũng kinh hãi khi biết rằng Winston cũng là Nhiếp chính vương. Nhận ra rằng Kirsch sẽ muốn nhiều người xem nhất có thể, anh ta dàn xếp vụ giết người để biến anh thành một người tử vì đạo, cũng như tiêu diệt danh tiếng của giáo hội Palmaria, điều mà anh ta chắc chắn mà Kirsch sẽ chấp thuận. Anh cũng định cho Ávila bị bắt tại Sagrada Família bởi cảnh sát giấu kín, chỉ để hắn nhìn thấy họ và lẻn qua. Sau đó anh ta tự hủy, để lại Langdon đang còn bàng hoảng. Mặc dù vậy, Langdon trở lại nhà thờ Sagrada Família, nơi ông và những người khác của nhiều chủng tộc được thống nhất bởi hy vọng cho tương lai.

## Nhân vật
- Robert Langdon: Giáo sư về biểu tượng học tại Đại học Harvard, Cambridge, Massachusetts.
- Edmond Kirsch: Một tỷ phú bốn mươi tuổi và là người vị lai và là cựu sinh viên của Robert Langdon tại Harvard.
- Ambra Vidal: Người điều hành Bảo tàng Guggenheim Bilbao, vợ chưa cưới của Hoàng tử Julian của Tây Ban Nha và một cộng sự của Edmond Kirsch.
- Winston: Trợ lý AI máy tính lượng tử của Edmond Kirsch, được đặt tên theo Winston Churchill.
- Julián: Hoàng tử và vị vua tương lai của Tây Ban Nha.
- Đức Giám mục Antonio Valdespino: Vị giám mục trung thành với gia đình hoàng gia Tây Ban Nha và là người mà Kirsch gặp trong phần đầu của cuốn tiểu thuyết.
- Giáo sĩ Do Thái Yehuda Köves: Một nhà triết học Do Thái nổi bật.
- Syed al-Fadl: Một học giả Hồi giáo nổi tiếng.
- Đô đốc Luis Ávila: Cựu sĩ quan Hải quân Tây Ban Nha đã mất vợ và con trai của mình khiến ông trở thành cực đoan tôn giáo và sau này trở thành thành viên mộ đạo của Giáo hội Công giáo Palmarian.
- Tư lệnh Garza: Tư lệnh của đội cận vệ Guardia Real bị bắt vì tội giết Kirsch
- Fonseca: Cận vệ
- Rafa Díaz: Cận vệ, người hỗ trợ Vidal.
- Cha Beña của Sagrada Família
- Mónica Martín: Điều phối viên quan hệ công chúng, Cung điện Tây Ban Nha
- Đặc vụ Suresh Bhalla: Chuyên gia giám sát, Cung điện Tây Ban Nha